# 115
115 (CXV) var ett normalår som började en måndag i den julianska kalendern.

## Händelser

### Okänt datum
- Trajanus blir avskuren i södra Mesopotamien efter hans invasion av området, men han lyckas ändå inta den partiska huvudstaden Ktesifon.
- Judar i Egypten och Kyrene startar ett uppror mot det romerska styret, vilket sprider sig till Cypern, Judeen, och den romerska provinsen Mesopotamien.
- Ett uppror inträffar i Britannien, varvid den romerska garnisonen i Eboracum (nuvarande York) massakreras.
- Agrippas Pantheon börjar återuppbyggas efter att denna förstörts av en brand år 80.
- Lusius Quietus, Trajanus guvernör i Judeen, inleder en brutal kampanj för att bibehålla lugnet i området.
- En jordbävning förstör Apamea och Antiochia i Syrien.
- Sedan Alexander I har avlidit väljs Sixtus I till påve (detta år eller 116, 117 eller 119).

## Avlidna
- 3 maj – Alexander I, påve sedan 106, 107 eller 109 (död detta eller nästa år; möjligen död detta datum)